# Істомино (Таруський район)
Істомино (рос. Истомино) — село в Таруському районі Калузької області Російської Федерації.
Населення становить 54 особи. Входить до складу муніципального утворення Присілок Похвиснево.

## Історія
Від 2004 року входить до складу муніципального утворення Присілок Похвиснево

## Населення
| 2002 | 2010 |
| ---- | ---- |
| 41   | ↗54  |